# Конрад, Джимми
Джи́мми Ко́нрад (англ. James "Jimmy" Conrad; род. 12 февраля 1977, Аркейдия, США) — американский футболист, выступавший на позиции центрального защитника. Участник чемпионата мира 2006 в составе сборной США.

## Клубная карьера

### Ранняя карьера
Конрад начал свою карьеру, выступая за футбольную команду Калифорнийского университета в Лос-Анджелесе.

### Профессиональная карьера
В 1998 году после неудачного просмотра в «Лос-Анджелес Гэлакси», Конрад по рекомендации тренеров начал выступление в дочерней команде «Гэлакси» «Сан-Диего Флэш». В 1999 году Джеймса пригласил в «Сан-Хосе Эртквейкс» тренер клуба Брайан Куинн. В 2001 году он вместе с клубом выиграл первенство MLS. В 2000 году Конрад на правах аренды выступал за польский «Лех».
В 2003 году Джеймс был обменян на драфте в «Канзас-Сити Уизардс» на Артуро Альвареса. В своем первом сезоне он играя на позиции центрального защитника забил 4 мяча. В 2004 году он помог команде выиграть Кубок Ламара Ханта, а также попал в символическую сборную MLS. Годом позже он был признан Лучшим защитником сезона. За «Уизардс» Джимми провел более двухсот матчей и забил 17 мячей.
В 2007 году Конрад продлил контракт с клубом, несмотря на неудачное выступление команды и интерес со стороны европейских клубов. В том же году Джеймс был назначен капитаном команды. В 2010 году после окончания контракта Конрад был выбран на драфте командой «Чивас США». 19 марта 2011 года в дебютном матче против своей бывшей команды «Спортинг Канзас-Сити» Джимми забил свой первый гол. Во второй встрече Конрад получил тяжёлую травму. 18 августа 2011 года после тяжёлого процесса восстановления он принял решение о завершении профессиональной карьеры.

## Международная карьера
7 июля 2005 года в матче Золотого кубка КОНКАКАФ против сборной Кубы Конрад дебютировал за сборную США. Годом позже Джимми был включен в заявку национальной команды на поездку на чемпионат мира в Германию. На турнире он принял участие в матчах против сборных Италии и Ганы.
20 января 2007 года в товарищеском матче против сборной Дании Конрад вышел с капитанской повязкой. 7 февраля в поединке против сборной Мексики он забил свой первый гол за национальную команду и был признан футболистом матча.
Джимми также защищал честь страны на Кубке Америки 2007 и Золотом кубке КОНКАКАФ 2009.

### Голы за сборную США
| #   | Дата           | Место         | Противник | Счёт | Результат | Соревнование      |
| --- | -------------- | ------------- | --------- | ---- | --------- | ----------------- |
| 01. | 7 февраля 2007 | Глендейл, США | Мексика   | 1:0  | 2:0       | Товарищеский матч |

## Достижения
Клубные
 «Сан-Хосе Эртквейкс»
- MLS — 2001

 «Канзас-Сити Уизардз»
- Обладатель Кубка Ламара Ханта — 2004

Международные
 США
- Золотой кубок КОНКАКАФ — 2005
- Золотой кубок КОНКАКАФ — 2009

Индивидуальные
- Лучший защитник MLS — 2005
- Символическая сборная MLS — 2004
- Символическая сборная MLS — 2005
- Символическая сборная MLS — 2006
- Символическая сборная MLS — 2008